# José Maria Pedrosa
José Maria Pedrosa D' Abreu Cardoso (Guimarães, 28 de Março de 1942 — Belas, Sintra, 8 de Dezembro de 2021), foi um crítico de música, investigador e professor português.

## Biografia
Nasceu na cidade de Guimarães, em 1942. Frequentou o curso geral de piano no Conservatório de Música do Porto, licenciou-se em Ciências Musicais na Universidade Nova de Lisboa, e concluiu o doutoramento em Ciências Musicais Históricas pela Universidade de Coimbra, onde também fez a agregação, na mesma área.
Entre Janeiro de 1987 e 1989, exerceu em simultâneo como professor na Universidade Nova de Lisboa e no Conservatório Nacional, e como assessor de João de Freitas Branco, na direcção artística e de produção no Teatro Nacional de São Carlos. Destacou-se pelo seu contributo para a cultura musical portuguesa, principalmente na cidade de Lagos, embora tenha passado por várias cidades ao longo da sua carreira. Exerceu como programador artístico, crítico musical, e investigador, e como professor jubilado na Faculdade de Letras da Universidade de Coimbra. De acordo com a nota de pesar emitida pela Câmara Municipal de Lagos, deixou como legado «um intenso e profícuo trabalho de investigação, de divulgação e valorização da música e das ciências musicais, assim como de criação artística, demonstrado de forma elevada e inequívoca na nossa cidade, enquanto fundador do Grupo Coral de Lagos e, mais tarde, da sua escola de música». Classificou-o igualmente como um «distinto investigador e académico, foi um pedagogo mas também um homem de ação, que não só difundiu o conhecimento, como teve uma participação cívica forte, formando estruturas artísticas e dedicando-se à criação e produção musical».
Escreveu vários livros e artigos, e participou em várias conferências em território nacional e no estrangeiro, tendo o seu principal campo de pesquisa sido a música sacra e a música histórica de Portugal. Estudou a documentação sobre música em várias bibliotecas nacionais, como a da Sociedade Martins Sarmento, onde investigou o tema do Canto da Paixão nos séculos XVI e XVII. Foi nesta instituição que estudou o famoso manuscrito conhecido como Passionário Polifónico de Guimarães, que lhe serviu de base para um livro que publicou em 2006, e que apresentou no Simpósio Música e Músicos em Guimarães, organizado em 2007 pela Sociedade Musical de Guimarães e pela Universidade do Minho. Ao longo da sua carreira menteve-se em ligação com várias instituições de Guimarães, como a Sociedade Musical, onde era associado, tendo igualmente presidido ao conselho científico do Centro de Estudos e de Investigação Musical. Também deixou colaboração com o município vimaranense, tendo sido o principal promotor da organização de um festival anual de música religiosa, que se iniciou em 2016. Em Outubro de 2016, recebeu a Medalha de Mérito Municipal de Lagos, Grau Ouro, pelos seus esforços na divulgação da cultura musical no concelho.
Faleceu em 8 de Dezembro de 2021, aos 79 anos de idade, na Casa de Saúde da Idanha - Instituto das Irmãs Hospitaleiras do Sagrado Coração de Jesus, em Belas, estabelecimento onde se encontrava internado. Na altura do seu falecimento residia em Oeiras. Devido aos seus esforços pelo desenvolvimento cultural no concelho de Lagos, a autarquia emitiu um voto de pesar em 15 de Dezembro. A Sociedade Martins Sarmento também lamentou publicamente a sua morte, que classificou como uma «perda irreparável».

## Obras publicadas
- O Teatro Nacional de S. Carlos – Guia de Visita (1991)
- Fundo Musical da Santa Casa da Misericórdia de Lisboa (1995)
- Obra Litúrgica I e II (2000)
- História da Música - Manual do Aluno do 2.º Ano (com Maria José Borges) (2003)
- Carlos Seixas, de Coimbra (coordenador) (2004)
- O Canto da Paixão nos Séculos XVI e XVII: A Singularidade Portuguesa (2006)
- História da Música I (com Maria José Borges) (2008)
- Cerimonial da Capela Real: um manual litúrgico de D. Maria de Portugal, (1538-1577): Princesa de Parma (2008)
- História Breve da Música Ocidental (2010)
- Sons do clássico: no 100º aniversário de Maria Augusta Barbosa (coordenador) (2012)
- O Passionário Polifónico de Guimarães (2013)
- O grande Te Deum setecentista português (2019)